# Законодавча рада (Швеція)
Законодавча рада (швед. Lagrådet) — допоміжний квазісудовий орган в Швеції, який здійснює попередню перевірку на конституційність законопроєктів, внесених Урядом в Риксдаг. Парламент Швеції при виконанні своїх законотворчих функцій також може запитувати різні конституційно-правові висновки.
Законодавча рада формується спільно Урядом і Риксдагом і складається з колишніх і чинних суддів Верховного суду і Вищого адміністративного суду.
Шведські суди не здійснюють повноцінний конституційний контроль, в їх компетенцію входить лише право утриматися від застосування в конкретній справі суперечливого закону, якщо допущена явна помилка законодавця, щоб тим самим не порушити права та законні інтереси громадян. Більшого суди собі не дозволяють, обмежуючись лише констатацією самого факту суперечності. Ще в 70-х роках в Швеції відмовилися від ідеї створення спеціального суду, який здійснює конституційний контроль.
У своїй діяльності Законодавча рада розв'язує такі питання:
- оцінює відповідність законопроєкту основним конституційним актам Швеції і правопорядку в цілому;
- перевіряє положення законопроєкту на те, щоб вони не суперечили чинному законодавству;
- встановлює, чи може законопроєкт досягти необхідних цілей і не порушити сформовані підвалини;
- визначає які проблеми можуть виникнути при реалізації законопроєкту.

Рішення Законодавчої ради мають консультативний характер і не обов'язкові для виконання, але разом з тим, з огляду на авторитетну думку членів ради, які всі є професійними юристами, уряд і парламент зазвичай завжди їх дотримуються.